# Távol-keleti pézsmacickány
A távol-keleti pézsmacickány (Suncus murinus) az emlősök (Mammalia) osztályának Eulipotyphla rendjébe, ezen belül a cickányfélék (Soricidae) családjába és a fehérfogú cickányok (Crocidurinae) alcsaládjába tartozó faj.
Nemének a típusfaja.

## Előfordulása
A távol-keleti pézsmacickány Dél- és Délkelet-Ázsiában őshonos, a következő országokban: Afganisztán, Banglades, Bhután, Brunei, Kambodzsa, Kelet-Timor, Kína, India, Indonézia, Laosz, Malajzia, Mianmar, Nepál, Pakisztán, Szingapúr, Srí Lanka, Tajvan (Kínai Köztársaság), Thaiföld és Vietnám. A házi egérhez hasonlóan ez a faj is az embernek köszönheti „felvirágzását”. Betelepítették a Közel-Keleten, Afrikában, a Fülöp-szigeteken és Madagaszkár szigetén.

## Megjelenése
Szeme apró, látása rossz, míg szaglása és hallása kiváló. Testhossza 16 cm, ebből a farok 9 cm. Testtömege 90 g.

## Életmódja
Éjjel aktív. Tápláléka rovarok, egyéb szárazföldi ízeltlábúak, magvak és mogyorók. Miközben a házakban rovarok után kutat, csörömpölő hangokat hallat.

## Popkulturális hatás
Kipling Dzsungel könyvében Chuchundra egy távol-keleti pézsmapatkány.